# Lupulești
Lupulești falu Romániában, Erdélyben, Fehér megyében. Közigazgatásilag Bucsony községhez tartozik.

## Fekvése
Bucsum-Muntár közelében fekvő település.

## Története
Lupuleşti korábban Bucsum-Muntár  része volt, 1956 körül vált külön 67 lakossal.
1966-ban 64, 1977-ben 62, 1992-ben 45, 2002-ben pedig 38 román lakosa volt.